# Araneus nashoba
Araneus nashoba este o specie de păianjeni din genul Araneus, familia Araneidae, descrisă de Levi, 1973. Conform Catalogue of Life specia Araneus nashoba nu are subspecii cunoscute.